# Invasão anglo-soviética do Irã
A Invasão anglo-soviética do Irã(pt-BR) ou invasão anglo-soviética do Irão(pt-PT?) foi a invasão Aliada do Estado Imperial do Irã durante a Segunda Guerra Mundial, por Soviéticos e Britânicos, as forças armadas da Commonwealth. A invasão (de 25 de agosto a 17 de setembro de 1941), recebeu o codinome de Operação Countenance. O objetivo era garantir os campos de petróleo iranianos e assegurar as linhas de abastecimento dos Aliados para os Soviéticos lutando contra as forças do Eixo na Frente Oriental. Embora o Irã tenha sido oficialmente um país neutro, o seu monarca, Reza Shah Pahlavi, foi amigável para com as Potências do Eixo: ele foi deposto durante a ocupação subsequente e substituído por seu filho.